# Миллз, Магнус
Магнус Миллз (род. 1954, Бирмингем, Уорикшир) — английский писатель и водитель автобуса. Наиболее известен своим дебютным романом The Restraint of Beasts, который был включен в шорт-лист Букеровской премии и высоко оценён Томасом Пинчоном.

## Биография
Магнус Миллз родился в Бирмингеме, вырос в Бристоле. Окончив экономический факультет Вулверхэмптонского политехнического института, поступил в магистратуру Уорикского университета, но бросил её, не закончив.
С 1979 по 1986 год зарабатывал на жизнь строительством заборов. В 1986 году Миллс переехал в Лондон и стал водителем автобуса, который продолжает оставаться его постоянной работой наряду с писательством. В это время он регулярно вёл колонку о работе водителем автобуса для The Independent. В 1998 году, используя свой опыт работы строителя заборов для написания своего первого романа The Restraint of Beasts. Некоторые газеты сообщили, что он получил аванс в размере 1 миллиона фунтов стерлингов за свой дебютный роман; позже он сказал, что реальная цифра была ближе к 10 000 фунтов стерлингов. В 1998 году The Restraint of Beasts был включёна в шорт-лист Букеровской премии и премии Уитбреда за дебютный роман. В 1999 году стал лауреатом премии Маккиттерика и удостоился отзыва от писателя-затворника Томаса Пинчона, который назвал его «безумным, мёртвенно-комедийным чудом».
После неожиданного успеха The Restraint of Beasts и его продолжения «В Восточном экспрессе без перемен» Миллз на четыре месяца бросил работу водителя автобуса, чтобы проверить, сможет ли он стать полноценным писателем. В результате в 2001 году вышла книга Three to See the King. Книга получила положительные отзывы. Затем он в течение нескольких лет работал водителем фургона, результатом чего стала книга «Схема полной занятости», опубликованная в 2003 году, но получившая более неоднозначную оценку. В связи с сокращением он был уволен с работы и вернулся к работе водителем автобуса. Его роман «Исследователи нового века», вышедший в 2005 году, получил хорошие отзывы от ряда изданий, в том числе The Sunday Times, The Independent, The Telegraph, и других.
Миллс также написал две книги рассказов: Once in a Blue Moon и Only When the Sun Shines Brightly. Его опыт работы водителем автобуса лёг в основу романа 2009 года The Maintenance of Headway, в названии которого говорится о соблюдении равного интервала между автобусами на их маршрутах. Его роман 2011 года A Cruel Bird Came to the Nest and Looked In рассказывает о королевстве, король которого пропал без объяснения причин, оставив абсурдистское царство, «затерянное в мире английских сказок».
Роман Миллса 2015 года «Поле золотой ткани» вошёл в шорт-лист Премии Голдсмита 2015 года.

## Стиль
Стиль Миллза называют «обманчиво» простым. Его проза ритмична, часто повторяется, а юмор бесстрастен. Он предпочитает короткие предложения, мало описаний и много диалогов. В качестве основного влияния Миллс называл Примо Леви.

## Темы
В книгах Миллса в качестве главных героев обычно выступают один или несколько представителей рабочего класса. В The Restraint of Beasts безымянный надсмотрщик работает вместе с двумя шотландскими строителями заборов, которые переезжают с места на место, возводя ограждения из высокопрочной стали. Тема повторения возникает уже в самом начале, когда мужчины начинают работать днём, ходить в местный паб ночью и «случайно» убивать людей по пути. Такой же вид искаженного повторения встречается в более поздних произведениях Миллза «В Восточном экспрессе без перемен» и «Схема полной занятости». В романе «В Восточном экспрессе без перемен» рассказывается о человеке, который останавливается в кемпинге в Озёрном крае, чтобы скоротать время перед тем, как отправиться в путешествие на Восточном экспрессе. Постепенно он втягивается в жизнь местного сообщества, ему предлагают работу, пока не становится ясно, что он может никогда не уехать.
Свобода воли — ключевая тема в его творчестве.